# Joseph Monier
Joseph Monier  (n. 8 noiembrie 1823 Saint-Quentin-La-Poterie, Gard - d. 12 martie 1906 Paris) a fost un grădinar francez, considerat inventatorul betonului armat modern.
În încercările sale de a realiza ghivece de flori mai rezistente, grădinarul Joseph Monier a încercat, printre altele, și betonul turnat într-o formă în care se găsea un "schelet" din sârmă ce avea conturul aproximativ al ghiveciului pe care dorea sa-l construiască.
La Expoziția de la Paris din 1867, François Hennebique, un inginer francez, a studiat cu mare amănunțime tuburile de beton armat realizate de Joseph Monier. Ca atare, a fost stimulat să găsească o soluție de aplicare a acestui procedeu la construcția clădirilor. În același an primește un brevet de invenție pentru modul în care noul material, betonul armat a fost folosit la construcția grinzilor, plăcilor, tuburilor și stâlpilor.
1. ↑  Joseph Monier, Brockhaus Enzyklopädie, accesat în 9 octombrie 2017
2. ↑  Joseph Monier, Allgemeines Künstlerlexikon Online